# Leuchtturm Pelican Point
Der Leuchtturm Pelican Point (englisch Pelican Point Lighthouse) ist ein Leuchtturm am Pelican Point 32 Kilometer von der namibischen Hafenstadt Walvis Bay entfernt. 
Das Leuchtfeuer sendet ein weißes Licht alle 20 Sekunden mit einer Pause von 3,6 Sekunden. Der Turm ist aus Eisen bis auf eine Höhe von 34 m erbaut worden. Die Laterne ist rot, der Turm selber horizontal schwarz und weiß gestreift. Er stand ursprünglich am Ende der Halbinsel, die durch Versandung derzeit (Stand 2020) etwa zwei Kilometer Richtung Atlantik gewandert ist.
Der Leuchtturm wurde ursprünglich 1898 von der Schutztruppe für Deutsch-Südwestafrika als Leuchtfeuer errichtet. Es folgte ein einfacher Signalturm, der nach der Kapitulation 1915/16 durch südafrikanische Truppen errichtet wurde. Dieser wurde 1932 durch einen neuen Leuchtturm mit einem in England gefertigtem Turmschaft aus Gusseisen ersetzt. Der Turm war ursprünglich für Durban bestimmt. 1961 wurde das aktuelle Leuchtfeuer installiert.
Das ehemalige Leuchtturmwärterhaus und der historische Hafenkontrollturm sind seit 2011 eine exklusive Lodge für Touristen.